# Holenberg
Holenberg település Németországban, azon belül Alsó-Szászország tartományban. Lakosainak száma 397 fő (2023. december 31.).

## Népesség
A település népességének változása:
| Lakosok száma | 423  | 406  | 399  | 407  | 410  | 397  |
|               | 2016 | 2017 | 2019 | 2021 | 2022 | 2023 |